# Letiště Manchester
Letiště Manchester  (anglicky Manchester Airport, IATA: MAN, ICAO:EGCC) je hlavní letiště v Manchesteru v Anglii. Oficiálně bylo otevřeno 25. června 1938 a zpočátku neslo název Ringway Airport . Během druhé světové války dostalo oficiální název RAF Ringway  a od roku 1975 do roku 1986 byl používán název Manchester International Airport. Nachází se na hranici mezi hrabstvím Cheshire a Manchester v metropolitním hrabství Velký Manchester.
Letiště má dvě rovnoběžné dráhy, z nichž byla druhá otevřena v roce 2001 a stála £ 172 milionů. Letiště má také tři přilehlé terminály a železniční zastávku. Majitelem letiště je Manchester Airports Group (MAG), která je kontrolována deseti metropolitními okresními radami Velkého Manchesteru a jde zároveň o největší britskou letištní společnost.
22. srpna 1985 se zde odehrála tragická nehoda společnosti British Airtours (let 28M) při které zahynulo 55 osob (53 pasažérů a 2 členové posádky). Při vzletu stroje Boeing 737-236 adv. došlo ke vzplanutí levého motoru. Piloti domnívající se, že praskla a vzplanula pneumatika přerušili start a odstavili letadlo na okraji dráhy. Požár se však velmi rychle dostal i do kabiny pro cestující, kteří nemohli přes hustý dým nic vidět a nastalá panika velmi zkomplikovala evakuaci letadla. Právě panika při evakuaci byla jednou z příčin tolika obětí na životech. Další podstatnou roli hrál vítr, který byl velmi silný a rozdmýchával oheň na levé straně letadla. V reakci na tuto událost byla výrazně navýšena bezpečnost letového provozu, došlo například k rozšíření uličky u toalet u všech letadel Boeing 737.
Letiště v Manchesteru je čtvrtým nejrušnějším letištěm ve Spojeném království (po letištích Heathrow, Gatwick a Stansted). V počtu přepravených cestujících kleslo v roce 2005 na 48. ze 45. místa, na kterém bylo v roce 2004. V roce 2006 odsud odletšlo a přiletělo rekordních 234 845 letadel.
V roce 2009 zde bylo odbaveno 18 724 889 cestujících a počet pohybů letadel byl 172 515.